# Rissoa interrupta
Rissoa interrupta är en snäckart som först beskrevs av J. Adams 1800.  Rissoa interrupta ingår i släktet Rissoa och familjen Rissoidae. Inga underarter finns listade i Catalogue of Life.